# Balžinima Cirempilov
Balžinima Cirempilov, ruski lokostrelec burjatske narodnosti, * 9. april 1975.
Sodeloval je na lokostrelskem delu poletnih olimpijskih igrah leta 2004, kjer je osvojil 14. mesto v individualni konkurenci.